# Khu kinh tế Định An
Khu kinh tế Định An là một khu kinh tế thuộc tỉnh Trà Vinh, Việt Nam. Khu kinh tế này đã được thủ tướng chính phủ Việt Nam thành lập ngày 27 tháng 4 năm 2009.
Khu kinh tế Định An nằm trên địa bàn các xã và ấp ở phía nam đường 914 thuộc 2 huyện Trà Cú và Duyên Hải, có tổng diện tích tự nhiên là 39.020 ha.
Khu kinh tế này sẽ phát triển các ngành công nghiệp gắn biển với các ngành như sản xuất điện năng, luyện thép, hóa dầu, công nghiệp đóng tàu biển cùng với các ngành công nghiệp bổ trợ khác. Ngoài ra, khu kinh tế này còn phát triển khu du lịch, kinh tế cảng, khu phi thuế quan gắn với cảng và khu dân cư đô thị.
Khu kinh tế này sẽ gắn kết với luồng Định An cho cảng Cần Thơ. Trong tương lai sẽ xây dựng và nâng cấp hai thị trấn thành hai thị xã: thị trấn Duyên Hải và thị trấn Định An.
Các doanh nghiệp đầu tư vào khu kinh tế này được hưởng ưu đãi về thuế quan và tiền thuê đất.